# Операція «Гамбіт»
Операція «Гамбіт» (англ. Operation Gambit) — спеціальна операція Королівського військово-морського флоту Великої Британії під час проведення висадки британських та канадських військ на берег Франції у ході операції «Нептун».
Метою проведення операції визначалося застосування надмалих підводних човнів, що позначали сигнальними навігаційними вогнями та прапорами крайні лівий та правий фланги висадки військ на плацдарми «Сорд» та «Джуно».
Надмалі підводні човни HMS X20 та HMS X23 потай прибули на визначені позиції 4 червня, проте, у зв'язку з переносом «Дня Д» на 6 червня, через погодні умови екіпажі залишалися на місці до ранку 6 числа. О 4:30 «Дня Д» підводні човни спливли та встановили світлові навігаційні сигнали на телескопічні щогли 5,5-м заввишки, а також радіобуй та звуковий ехолокатор, що попереджував мінові загороджувачі про наближення до зони проходження та дії морського десанту.
Британці запропонували проведення такої спеціальної «навігаційної» операції американським союзникам, проте вони відмовилися.